# گاگیک پوغوسیان
گاگیک خاچاطوری پوغوسیان (ارمنی: Գագիկ Խաչատուրի Պողոսյան؛ زادهٔ ۹ سپتامبر ۱۹۵۲ - درگذشته ۱۱ سپتامبر ۲۰۰۱) یک سیاستمدار اهل ارمنستان بود که از تاریخ ۱۹۹۵ تا تاریخ ۱۹۹۹ سمت نمایندگی دوره اول مجلس ملی جمهوری ارمنستان را برعهده داشت. از تاریخ مه ۲۰۰۰ تا تاریخ نوامبر ۲۰۰۰ سمت ریاست کارگروه دولتی درآمد جمهوری ارمنستان را برعهده داشت.

## زندگی‌نامه
در ۹ سپتامبر ۱۹۵۲ در ایروان به دنیا آمد و از کالج صنایع سبک ایروان فارغ‌التحصیل شد.  وی در ۱۱ سپتامبر ۲۰۰۱ در سن ۴۹ سالگی در ایروان درگذشت.

## یادداشت
1. ↑  ՀՀ պետական եկամուտների նախարար
2. ↑  Երեւանի թեթեւ արդյունաբերության տեխնիկում